# Czernikowo (gmina)
Czernikowo (do 1929 gmina Obrowo) – gmina wiejska w Polsce położona w województwie kujawsko-pomorskim, w powiecie toruńskim, pomiędzy Kotliną Włocławską a Pojezierzem Dobrzyńskim. W latach 1975–1998 gmina administracyjnie należała do województwa włocławskiego.
Siedzibą gminy jest Czernikowo.
Według danych z 31 grudnia 2019 roku gminę zamieszkiwały 9064 osoby.

## Historia[4]
| Data                    | Gmina A               | Gmina B            |
| ----------------------- | --------------------- | ------------------ |
| 17 I 1867               | gmina Osiek nad Wisłą | gmina Dobrzejewice |
| 20 II 1868              | gmina Obrowo          | gmina Dobrzejewice |
| 8 IV 1929 (do 4 X 1954) | gmina Czernikowo      | gmina Dobrzejewice |
| 1 I 1973                | gmina Czernikowo      | gmina Dobrzejewice |
| 6 X 1973                | gmina Czernikowo      | gmina Obrowo       |

Gmina Czernikowo, położona w powiecie toruńskim w województwie kujawsko-pomorskim, leży na historycznej Ziemi Dobrzyńskiej. Geograficznie obejmuje dwie jednostki ukształtowania terenu: Nizinę Ciechocińską (część pradoliny Wisły, Kotliny Toruńsko-Bydgoskiej) oraz wysoczyznę dobrzyńską, zwaną Pojezierzem Dobrzyńskim, będącą częścią pasa pojezierzy mazurskich. Teren ten charakteryzuje się obecnością równin, pagórków moreny dennej, czołowej oraz jezior polodowcowych.

### Wczesne osadnictwo
Pierwsze ślady osadnictwa w regionie pochodzą z okresu prehistorycznego. Najstarsze znaleziska archeologiczne odnoszą się do pasa nadwiślańskiego, w rejonie Nowogródka i Włęcza, oraz osadnictwa przy Jeziorze Steklińskim. W okolicach Osówki, Kiełpin, Steklina, Szkleńca i Czernikówka odnaleziono narzędzia prehistoryczne. Jednak największym odkryciem ostatnich lat są ślady wczesnośredniowiecznego osadnictwa słowiańskiego w Steklinie-Niedźwiedziu, gdzie znaleziono broń i narzędzia datowane na VI-XII w., przechowywane w zbiorach Instytutu Archeologii UMK w Toruniu.

### Średniowiecze
Pierwsze wzmianki o miejscowości Czernikowo pochodzą z 1309 roku, kiedy to wieś była ośrodkiem parafialnym, obejmującym także wioski Osiek, Obrowo i prawdopodobnie Steklin. Dokument wydany przez biskupa płockiego Jana Wysokiego potwierdza istnienie parafii Czernikowo i ustala wysokość dziesięciny płaconej przez mieszczan toruńskich z wsi Obrowo i Łążyn na rzecz tej parafii. W XV wieku Czernikowo stało się ważnym ośrodkiem gospodarczym i religijnym, posiadającym m.in. młyn i karczmę. Z tego okresu pochodzi także informacja o murowanym kościele gotyckim w Czernikowie oraz drewnianym kościele w Mazowszu.

### Osadnictwo "olęderskie"
W XIV i XV wieku na terenach nadwiślańskich osiedliła się społeczność olęderska – wyznawcy protestantyzmu (m.in. menonici i baptyści), którzy przybyli z północno-zachodniej Europy. Ich osadnictwo w regionie charakteryzowało się wysoką kulturą rolną, a nowe osady powstawały w rejonie Woli, Osówki, Witowąża oraz Włęcza.

### XVII i XVIII wiek
Okres potopu szwedzkiego (1655-1660) miał tragiczne konsekwencje dla mieszkańców Czernikowa i okolic. Grabieże, gwałty, epidemie i głód spowodowały wyludnienie wielu wsi. W Zębowie do dziś znajduje się pomnik upamiętniający ofiary epidemii z 1658 roku. Po wojnach napoleońskich ziemie gminy Czernikowo weszły w skład Królestwa Polskiego, będącego pod zaborami rosyjskimi. Administracyjnie Czernikowo znalazło się w guberni płockiej i powiecie lipnowskim.

### XIX wiek i przełomowe zmiany
W XIX wieku nastąpiły istotne zmiany, gdy Czernikowo, wraz z innymi wsiach, zostało objęte reformami rolnymi, w tym uwłaszczeniem chłopów. W tym okresie pojawiły się także nowe osady, kolonie i przysiółki, takie jak Liciszewy, Makowska, Wilcze Kąty czy Jaźwiny. W drugiej połowie XIX wieku Czernikowo i Steklin przeszły w ręce rodu Nałęczów, a później Zielińskich, którzy wybudowali dwór w Czernikowie.

### XX wiek: wojny i odbudowa
W czasie I wojny światowej, w 1915 roku, Czernikowo zostało zajęte przez wojska niemieckie. Powstała wówczas Polska Katolicka Szkoła Ludowa. Wkrótce po wojnie rozpoczęto rozwój infrastruktury, m.in. wybudowano linię kolejową wąskotorową, a później także kolej szerokotorową. W okresie międzywojennym, w 1939 roku, Czernikowo stało się miejscem tragicznych wydarzeń związanych z II wojną światową. Po wybuchu wojny 4 września 1939 roku stacja kolejowa została zbombardowana, a ludność cywilna została deportowana lub wysiedlona do Niemiec. Po wojnie rozpoczęto odbudowę, a w 1945 roku zrealizowano krzyż dziękczynny i rozpoczęto budowę szkoły.

### Po 1945 roku
Po zakończeniu II wojny światowej Czernikowo stało się siedzibą nowej gminy obejmującej tereny dawnych gmin Mazowsze, Osówka i Obrowo. W 1973 roku gmina Czernikowo została zreorganizowana, stając się siedzibą dużej gminy. W okresie PRL-u gmina przeszła przez proces kolektywizacji, a po 1989 roku rozpoczęła transformację ustrojową, włączając się w proces przemian kapitalistycznych.

## Struktura powierzchni
Według danych z roku 2002 gmina Czernikowo ma obszar 169,37 km², w tym:
- użytki rolne: 46%
- użytki leśne: 44%

Gmina stanowi 13,77% powierzchni powiatu.

## Demografia
Dane z 31 grudnia 2024 roku:
| Opis                              | Ogółem | Ogółem | Kobiety | Kobiety | Mężczyźni | Mężczyźni |
| --------------------------------- | ------ | ------ | ------- | ------- | --------- | --------- |
| jednostka                         | osób   | %      | osób    | %       | osób      | %         |
| populacja                         | 8 843  | 100    | 4 472   | 51      | 4 371     | 49        |
| gęstość zaludnienia (mieszk./km²) | 52,2   | 52,2   | 26,4    | 26,4    | 25,8      | 25,8      |

- Piramida wieku mieszkańców gminy Czernikowo w 2024 roku[7].

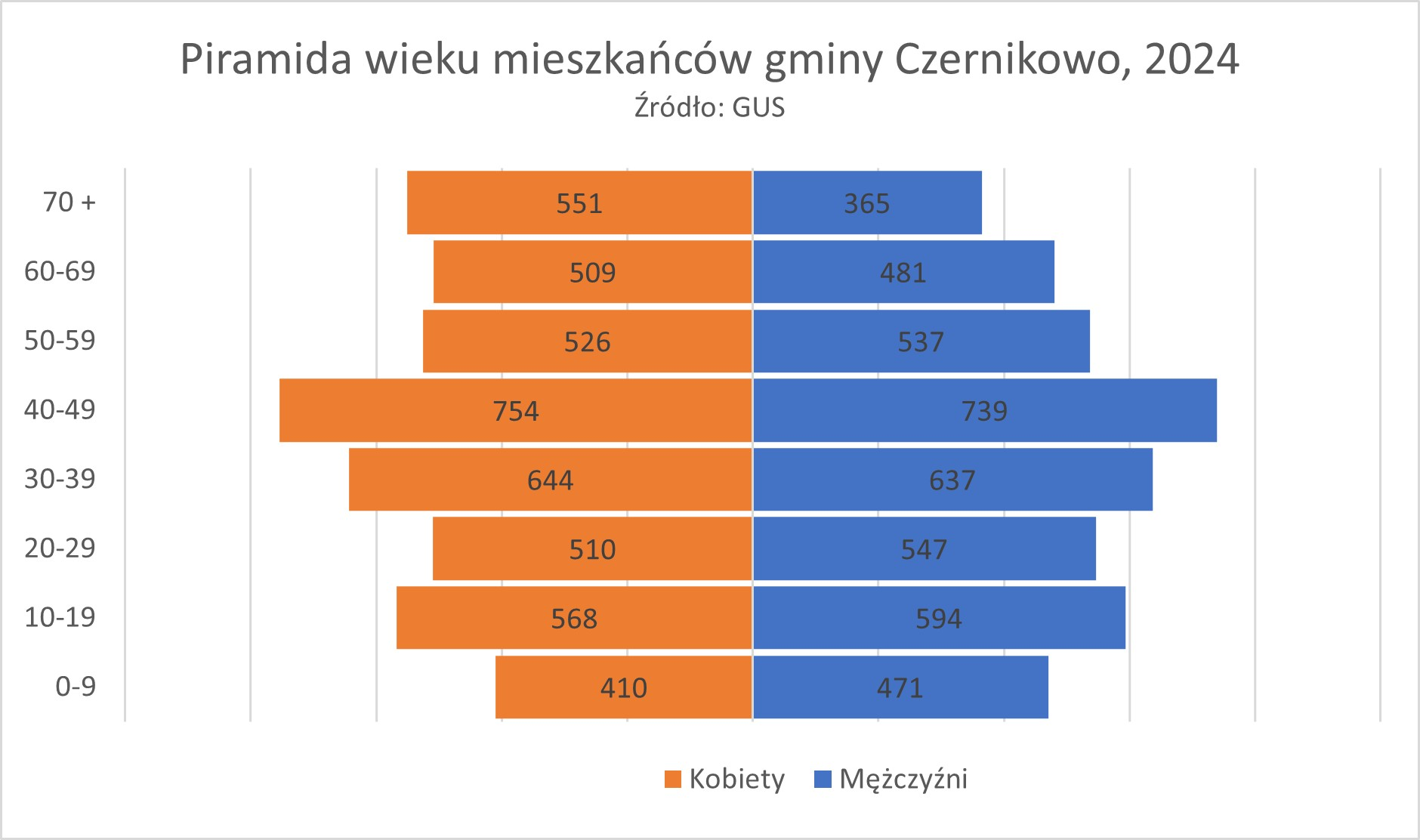

## Charakterystyka gminy
W powiecie zajmuje czwarte miejsce pod względem wielkości. Jej powierzchnia wynosi 170 km². W gminie znajduje się 41 wsi, w których łącznie mieszka ponad 8 tysięcy osób.
Grunty orne stanowią 48% powierzchni gminy. Na niezbyt wielkich, choć dość żyznych areałach uprawiane są głównie zboża, ziemniaki, rośliny przemysłowe i pastewne, rozwija się też hodowla.
Zarejestrowane na terenie gminy podmioty gospodarcze dają zatrudnienie głównie w niewielkich zakładach usług mechanicznych, budowlanych, obsługi rolnictwa, piekarniach, masarniach, stacjach paliw, zajazdach.
Najbardziej charakterystyczną cechą gminy jest duża lesistość. Lasy o zróżnicowanym drzewostanie i grunty leśne zajmują 44% jej powierzchni. Są wśród nich obszary podlegające ochronie prawnej ze względu na walory krajobrazowe i przyrodnicze Niziny Ciechocińskiej.

## Zabytki

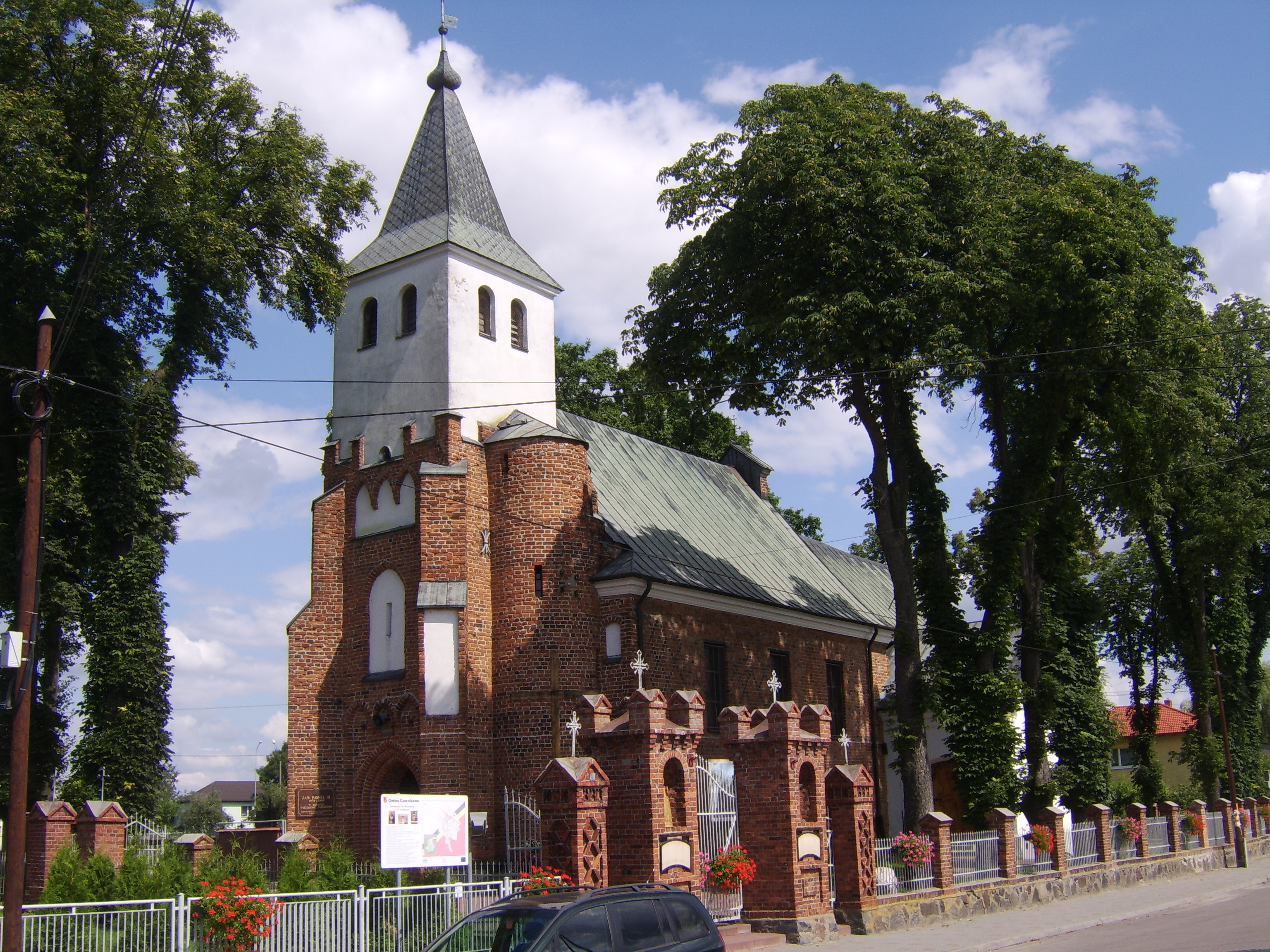
Kościół w Czernikowie

Wykaz zarejestrowanych zabytków nieruchomych na terenie gminy:
- kościół parafii pod wezwaniem św. Bartłomieja z przełomu XIII/XIV w. w Czernikowie, nr A/707 z 09.09.1964 roku
- park dworski z przełomu XVIII/XIX w. w Kijaszkowie, nr A/997 z 07.03.1991 roku
- kościół parafii pod wezwaniem św. Marcina z 1900 roku wraz z ogrodzeniem i bramą, w Mazowszu, nr 417/A z 26.10.1998 roku
- zespół dworski z połowy XIX w. w Steklinie, obejmujący: dwór; park; spichrz, nr 250/A z 11.01.1988 roku
- zespół dworski w Steklinku, obejmujący: dwór z 1890; park z XIX w.; oborę ze spichrzem z początku XX w., nr A-998/1-3 z 11.01.1988 roku.

## Sołectwa
- Czernikowo
- Czernikówko
- Jackowo
- Kiełpiny
- Kijaszkowo
- Liciszewy
- Makowiska
- Mazowsze
- Osówka
- Mazowsze-Parcele
- Pokrzywno
- Skwirynowo
- Steklin
- Steklinek
- Witowąż
- Zimny Zdrój
- Wygoda

## Miejscowości niesołeckie
Bernardowo, Dąbrówka, Jaźwiny, Kijaszkówiec, Łazy, Nowogródek, Ograszka, Osówka-Kolonia, Piaski, Rozstrzały, Rudno, Stajęczyny, Steklin-Kolonia, Szkleniec, Wieprzeniec, Włęcz, Wylewy, Zabłocie, Zieleńszczyzna.

## Sąsiednie gminy
Bobrowniki, Ciechocin, Ciechocinek, Kikół, Lipno, Nieszawa, Obrowo, Raciążek, Zbójno